# Tchiolmouji
Tsolmuinen
Tchiolmouji (en russe : Чёлмужи, Tšolmuži) ou Tsolmuinen (en carélien : Tšolmuža, en finnois : Tsolmuinen) est un hameau de l'établissement rural de Tchiolmouji, dont il est le chef-lieu, du raïon de Karhumäki en république de Carélie

## Géographie
Tsolmuinen est situé à l'embouchure de la rivière Neminajoki, qui se jette dans le 
lac Onega, à 85 kilomètres par la route au sud-est de Karhumäki. 
Tsolmuinen est traversé par la A119.

## Démographie
Recensements (*) ou estimations de la population
| 2009 | 2010 | 2013 | - |
| ---- | ---- | ---- | - |
| 672  | 562  | 508  | - |

## Galerie

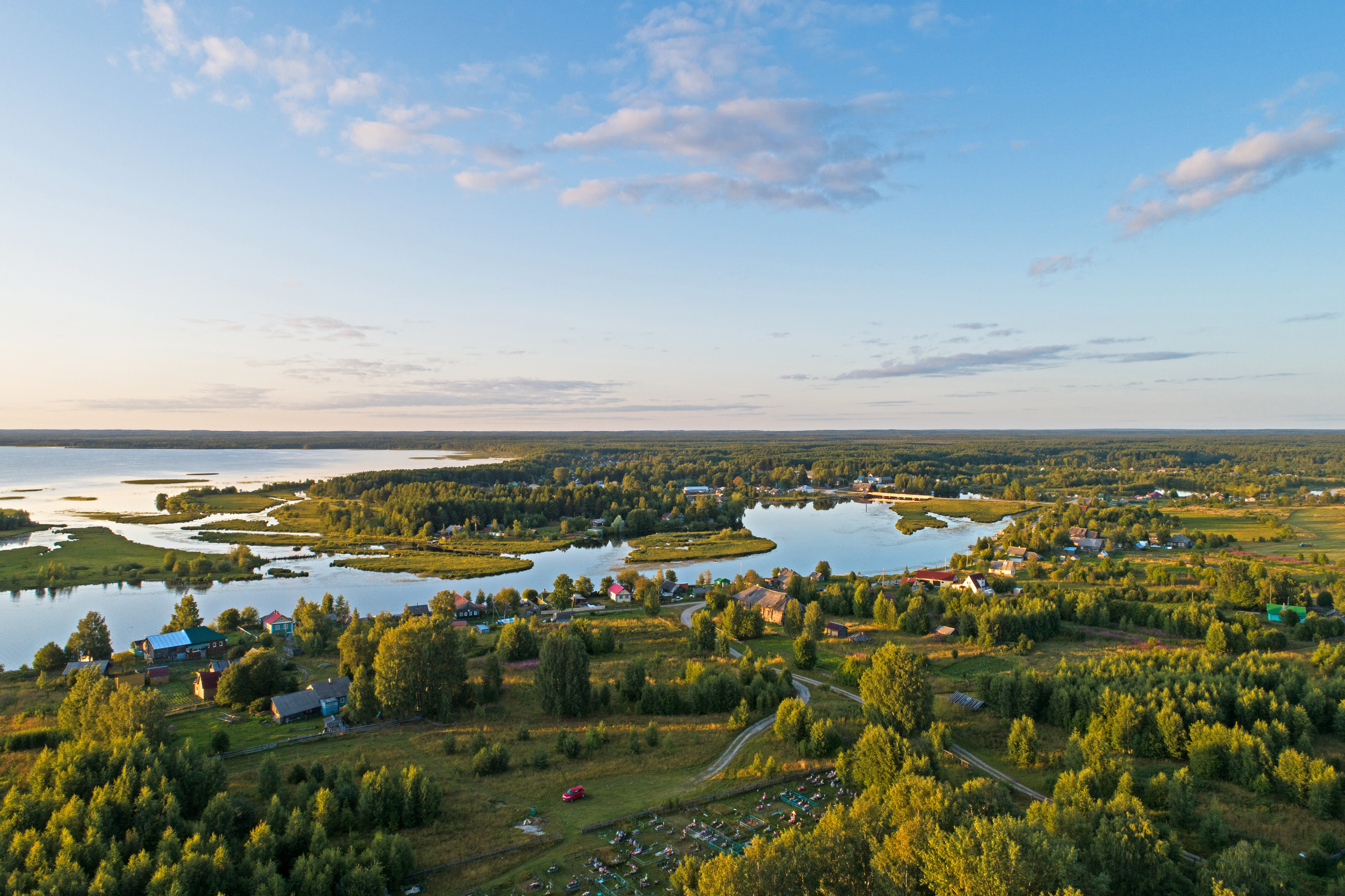
Vue aérienne de Tsolmuinen.